# جورجیا الیناکی
جورجیا الیناکی (یونانی: Γεωργία Ελληνάκή؛ زادهٔ ۲۸ فوریهٔ ۱۹۷۴) بازیکن واترپلو زن اهل یونان است.